# Subcentro
La subregión Centro o Subcentro, es una de las 4 subregiones del departamento colombiano del Huila. Se ubica en el centro del departamento y cuenta con 8 municipios, su ciudad capital es Garzón.

## Municipios
- Altamira
- Agrado
- Garzón
- Gigante
- Guadalupe
- Pital
- Suaza
- Tarqui

## Límites
- Al norte con la subregión Subnorte
- Al este con el departamento de Caquetá
- Al sur con la subregión Subsur
- Al oeste con la subregión Suboccidente

## Generalidades
En la Subregión Centro habitan 209.535 personas (proyección DANE 2015), que equivalen al 17.85% de los habitantes del Huila. El 57.72% de estos lo residen en el campo. Es la más densamente poblada comparada con su superficie. El sector del valle del Magdalena que le corresponde, será inundado para construir la represa del Quimbo que traerá turismo, piscicultura, empleo, energía y vías nuevas.
Esta subregión cuenta con atractivos turísticos como La Jagua, Parroquia San Miguel, Salto de las Damas, Sombrero Suaceño, parque natural Regional Cerro Páramo Miraflores, entre otros, además yace la capital diocesana, Garzón.